# Eccoptomera zernyi
Eccoptomera zernyi is een vliegensoort uit de familie van de afvalvliegen (Heleomyzidae). De wetenschappelijke naam van de soort is voor het eerst geldig gepubliceerd in 1927 door Czerny.